# Emil Rathenau
Emil Rathenau   (Berlín, 11 de desembre de 1838 - Berlín, 20 de juny de 1915) va ser un empresari alemany. La seva figura tingué una gran prominència en el desenvolupament de la indústria elèctrica a Europa, sent el fundador de l'Allgemeine Elektrizitäts Gesellschaf (AEG), empresa que en el 1907 es considerava com la companyia comercial més gran del mon.
El 1912, per raons de salut, Emil Rathenau deixava la direcció executiva de l'empresa en mans del seu fill Walter Rathenau. Emil va morir a Berlín després de l'amputació d'una cama com a conseqüència de la diabetis que patia.

## Inicis
Va nàixer a Berlín en el si d'una família jueva acomodada dedicada al comerç. Un cop acabada la formació secundària, va treballar entre 1855 i 1859 a la fàbrica de maquinària Wilhelmshütte, propietat d'un oncle seu. A continuació, entre 1859 i 1862, va estudiar a l'Institut Politècnic de Hannover i a l'Escola Tècnica Superior de Zúric. En 1862, va treballar en l'empresa berlinesa de locomotores Lokomotivfabrik August Borsig. En 1863 es va instal·lar al Regne Unit per col·laborar amb diferents tallers i empreses. De retorn a Berlín, en 1865 va crear una petita fàbrica de màquines de vapor portàtils i econòmiques, començant a més el seu interès cap a la naixent tecnologia elèctrica. La companyia va patir serioses pèrdues durant la guerra francoprussiana de 1870-1871 i després de l'especulació borsària que va seguir, Emil Rathenau la va vendre amb la intenció de crear una altra empresa.
Emil Rathenau, cercant noves oportunitats de negoci, visità les exposicions universals de Viena i Filadèlfia de 1876. Allà queda enamorat del gigantisme de la vida americana, i el nou invent del telèfon el va fascinar. Va intentar establir una companyia telefònica, però no va poder a causa del monopoli estatal sobre les comunicacions.

## Associació amb Edison
Després d'haver vist el productes d'Edison a l'Exposició Internacional d'Electrotènia de París de 1881, Rathenau va veure un oportunitat de negoci i decidí comprar els drets de les patents d'Edison per mercat alemany. Ruthenau va trobar suport financer en diverses entitats financeres alemanyes i el juliol de 1882 va adquirir els drets de les patents. L'acord entre les dues parts consistia en establir una Societats d'Estudis (una companyia per valorar la viabilitat tècnica i econòmica dels productes Edison a Alemanya) amb el propòsit d'establir una societat permanent després d'un període de mesos determinat.
El punt fort d'Emil Rathenau era el seu estil de gestió, empresarialment agosarat. Per cobrir la part tècnica, va contractar a Oskar von Miller, organitzador de l'Exposició Internacional d'Electrotènia que se celebrà a Múnic el 1882.
Es van dur a terme instal·lacions de prova a Berlín, Múnic i Stuttgart. Després del resultat favorable de les proves, el 13 de març de 1883, tres bancs alemanys i la companyia que representava els interessos d'Edison a Europa, la Compagnie continentale Edison de París, van fundar la societat Deutsche Edison Gesellschaft für angewandte Electricität (Companyia Edison Alemanya per l'Electricitat Aplicada) amb un capital de cinc milions de marcs. La nova companyia tenia el dret fins al 15 de novembre de 1886 de fabricar aparells Edison. així com el de crear xarxes d'enllumenat a canvi del pagament immediat de 350.000 marcs i uns cànons per producte.
El març de 1883 la Deutsche Edison Gesellschaft va arribar a un acord amb el seu competidor principal, Siemens & Halske per intercanviar-se patents i el mercat. L'empresa va acordar amb l'ajuntament de Berlín l'enllumenat públic del centre de la ciutat, que provocà moltes dificultats a l'empresa per problemes tècnics. Aquesta circumstància, i el poc suport que rebien per part de la Compagnie continentale Edison provocaren l'empresa hagués de ser autònoma en la resolució dels problemes i en l'adquisició de coneixement. La mala relació comercial entre els francesos de la Compagnie continentale Edison i els alemanys de la Deutsche Edison Gesellschaft, així com la poca sintonia personal entre entre Thomas Alva Edison i Emil Rathenau dificultaven els negocis conjunts i provocaven que es perdessin oportunitats de negoci.

## Naixement d'AEG

Logo per Peter Behrens

Per reconduir la situació Thomas Alva Edison va posar al front dels seus negocis a Europa el 1886 a Henry Villard, essent un dels objectius l'increment de les transferències dineràries cap a la companyia d'Edison. Una de les accions que prengué Villard fou la rescissió del contracte amb la Deutsche Edison Gesellschaft a canvi d'una important suma de diners. Seguidament aquesta companyia canvià la seva denominació social a Allgemeine Elektrizitäts Gesellschaf, amb AEG com acrònim. La companyia s'especialitzà en la construcció de grans centrals elèctriques i en la fabricació de petits electrodomèstics.
Emil Rathenau va contractar al dissenyador industrial Peter Behrens per projectar fàbriques de l'empresa, entre les quals destaca la construcció en 1909 de la fàbrica de turbines d'AEG. Behrens va dissenyar tota la identitat corporativa d'AEG (logotip, disseny de producte, publicitat, etc.) i per això és considerat el primer dissenyador industrial de la història. Si bé Peter Behrens mai va ser empleat d'AEG, va treballar-hi com a consultor artístic.
Rathenau i Werner von Siemens van establir el 1903 l'empresa Telefunken Gesellschaft.

### Expansió internacional
La demanda d'energia elèctrica i d'equipament i aparells per a la seva explotació eren molt fortes a Alemanya, de forma que l'empresa experimentà un fort creixement. La seva estratègia d'expansió era invertir en empreses de producció i distribució d'energia elèctrica per que compressin els equipament a l'AEG, i un cop ja s'havien fet fortes inversions en equipament vendre la societat. Es en aquests escenari que l'AEG tenia un interès en entrar en mercats nous. El 1895 va promoure la creació d'un banc, l'Elektrobank a Zúric, juntament amb el Deutsche Bank i altres entitats per finançar la venda de productes d'AEG.
El 1889 faria la primera inversió fora d'Alemanya, concretament a Madrid, i el 1894 ho faria a Sevilla. De fet AEG va ser la principal inversora a Espanya per aquest procediment. AEG i la General Electric d'Edison havien signat un acord de repartiment de mercats en el qual Espanya quedava en l'àrea d'influència de la firma alemanya.

### La Companyia Barcelonina d'Electricitat
El 7 de desembre de 1894 va participar, junt amb altres socis, en la constitució de la Companyia Barcelonina d'Electricitat. Aquesta empresa adquiriria la Societat Espanyola d'Electricitat, també de Barcelona, i inicià un reeixit procés d'expansió productiva i comercial. El 1911, l'empresari Frederick Stark Pearson visità Barcelona per estudiar la viabilitat de crear una empresa per subministrar energia elèctrica per a la indústria i els serveis de Barcelona i la seva zona d'influència. El que veié el convencé i el 12 de setembre de 1911 es va constituir al Canadà la societat Barcelona Traction, Light and Power. La primera acció que Frederick Stark Pearson, acompanyat de Carles Montañès, va fer, fou anar a Berlín a negociar amb Emil Rathenau per comprar-li la Companyia Barcelonina d'Electricitat, transacció que es formalitzà el 12 de gener de 1912.